# 追分ファームリリーバレー
追分ファームリリーバレー（おいわけファームリリーバレー）は、北海道勇払郡安平町東早来280-1に所在する追分ファーム所有の競走馬育成施設である。

## 概要
安平町東早来の鈴蘭山を中心とする約250haの土地に作られた育成施設。屋根付き全天候型の坂路コース、同じく屋根付き全天候型の周回コースを中心に調教が行われる。全長1000m超の坂路コースは木造建築としては国内最大級であり、2013年10月23日放送の「ナニコレ珍百景」（テレビ朝日）にて「長すぎる建物」として紹介された。「リリーバレー」の由来は、ユリ科の多年草である「鈴蘭」の英名「Lily of the valley」を略したものである。
追分ファームリリーバレーの完成により、追分ファームは生産・中間育成・調教を一貫して行えるようになった。育成馬は同牧場生産馬が大半であるが、その他にG1レーシングで募集される他牧場出身馬（主に社台コーポレーション白老ファームの生産馬）の育成も手掛けている。
開場以来、「育成馬からG1馬を送り出す」ことが目標とされてきた。2017年11月から12月にかけて、育成馬のペルシアンナイト、ルヴァンスレーヴ、タイムフライヤーが立て続けに大レースを制し、追分ファームの吉田正志マネージャーは「施設の使い方、そして人（スタッフ）。ようやく軌道に乗ったということでしょう」とコメントした。

## 歴史
- 2010年11月 - 厩舎・角馬場が完成し、プレオープン[1]。
- 2011年6月27日 - 坂路コース・事務所が完成し、フルオープン[1][5]。
- 2017年11月19日 - マイルチャンピオンシップを育成馬のペルシアンナイト（平沼敏幸厩舎出身）が制し、育成馬初のG1勝利[5]。

## 設備
- 調教厩舎120馬房
- イヤリング厩舎86馬房[注 2]
- 屋内周回ダートコース（外回り：1,000m　内回り：600m）
- 屋内坂路ウッドチップコース（直線：1,020m　高低差：36.8m）
- ウォーキングマシーン
- 屋根付きロンギ場
- 逍遥馬道
- 屋内洗い場
- トレッドミル